# Mezcal
A mezcal (ejtsd: „meszkál”) olyan égetett szesz, melyet a Mexikóban őshonos közönséges agávé erjesztésével és lepárlásával készítenek. A növény Mexikó egész területén terem, ám a leghíresebb mezcalkészítő területek az északi országrészben és a déli Oaxaca államban találhatók.
Ma a legtöbb helyen ugyanúgy az agávé piñának (ananász) nevezett, letisztított részéből, és ugyanazzal módszerrel készítik a mezcalt, mint 200 évvel ezelőtt. Mexikóban a mezcalt általában magában isszák, és erős, füstös íze van. Bár nem olyan ismert, mint a tequila (a kék agávé párlata), ennek exportjára is van igény, főleg Japán és az Egyesült Államok számára.
Hasonló neve ellenére nem tartalmaz meszkalint vagy egyéb tudatmódosító szereket. Előállítását a 70. számú mexikói nemzeti szabvány (Norma Oficial Mexicana 70) szabályozza.

## Története
Az aztékok ismertették meg a spanyolokat a szintén közönséges agávéból erjesztett (de lepárlatlan) pulque nevű itallal. A mezcal ennek a párlatához hasonlít, ám a lepárlás technológiáját az őslakók nem ismerték, azt csak a 16. században hozták be Mexikóba a spanyolok, és csak a 17. században kezdett elterjedni, hogy aztán a 18. századra szinte mindennapivá váljon. Egy legenda szerint egyszer egy villám csapott bele egy agávénövénybe, és ezzel ugyanazt az eredményt érte el, mint a mai „tatemálás”, azaz hőkezelés, amelyet az erjesztés előtt alkalmaznak. Emiatt a legenda miatt többen az „égből jött italnak” nevezik a mezcalt.

## Fajtái
Az alapanyagként felhasznált agávétől, a készítés helyének éghajlatától, a lepárlás technológiájától és az alkalmazott tárolóedénytől is függően sokféle mezcal létezik. Ezek közül némelyik annyira eltér a többitől, hogy külön nevet is adtak neki, ilyen például a Sonora államból származó bacanora, a chiapasi comiteco, a jaliscói és nayariti raicilla és barranca, valamint a colimai tuxca (vagy quitupán).
A magyar köztudatban (és a webáruházak kínálatában) a mezcalt sokszor tévesen a tequilák közé sorolják, ám nem oda tartozik.

## A mezcal a mexikói kultúrában
A mezcal egész Mexikóban népszerű. Egy közismert mondás szerint „para todo mal, mezcal y para todo bien también”, azaz „minden bajra mezcal kell, és minden jóra is”. Akárcsak a nádcukorból nyert alkoholt, a mezcalt is használják a hagyományos gyógyászatban, például tisztításra, de a vallási életben is szerepet kap: mezcallal áldják meg a szántóföldeket az építkezéseket és a kereszteket is. Az Oaxacai-völgyben elterjedt szokás, hogy halottak napján a sírokra is öntenek belőle egy kicsit, a szokást végzők szerint azért, hogy az elhunytak lelkei békében búcsúzhassanak a világból. A mezcal gyakori ajándék akár lánykérések, akár keresztelők, halottvirrasztások vagy védőszentek ünnepei alkalmával is. Voltak területek az országban, ahol a bányászok fizetségének egy részét mezcalban adták a munkáltatók.

## A kukac szerepe a mezcalban
Elterjedt tévhit, hogy egyes tequilák üvegébe kukacot tesznek. Csak bizonyos, általában Oaxacából származó mezcalokat árulnak „con gusano”, azaz kukaccal, ami csak egy marketingfogás az 1940-es évekből. A kukac az agávén élő Hypopta agavis lepke lárvája, ami aratáskor fertőzést, következésképp rossz minőségű meczalt jelent. Ennek ellenére a tévhit tovább él, és hiába próbálják a tequila hírnevét a prémium italokéhoz (például a cognacéhoz) hasonlóra javítani, egyes haszonleső gyártók a kizárólag részegedni vágyókat célozzák meg, és lerontják az agávépárlatok megítélését.
Nem túl régen egy cég odáig ment, hogy skorpiót tett az üvegekbe. Nem titkolták azonban, hogy csak a stílus és látvány miatt döntöttek így, és az ital ízén semmit nem változtat.